# ГКУД Раванград
Градско културно уметничко друштво Раванград основано је 2001. године у Сомбору. 

## О друштву
Друштво је основано 2001. године  од стране ентузијаста окупљених око идеје промовисања знања и искутсва, као и гајењу и чувању фолклорне традиције.
Друштво води прим. др. Милан Божина а чине чланови сввих узраста, од деце преко омладине до одраслих и старијих.
У оквиру друштва, постоји више радионица међу којима су драмска, музичка, певачка и етно. Фолклорна секција подразумева три извођачке групе.
- Прва извођачка група игра Буњевачке игре, Игре из Бачке, Шопске игре, Влашке игре, Мађарске, Игре из Шумадије, Игре из Врања, Игре из Македоније, Игре из Срема и Шокачке игре.
- Предизвођачка група (Игре из Лесковца)
- Дечија група-предшколски узраст (дечије игре)
- Дечија група (Игре из Баната,Словачке и Шумадије)
- Ветеранска група (Игре из Шумадије, градске игре)

У склопу певачке секције мушки и женски извођачи изводе изворну и народну музику.

## Филм ”Сомборски убрађај”
Овај филм је приказан 2022. године а створен је као идеја презентације реконструкције и очувања обичаја ретког и карактеристичног за Сомбор и његове житеље пре 70 година.  Филм је документарно-играног карактера, а аутор је члан ГКУД-а Раванград, Слободан Вукобратовић. Убрађај је чин  који на другачији начин представља младу која је постала члан породице. 